# Árkád (szegedi bevásárlóközpont)

Az Árkád Szeged a Dél-Alföld legnagyobb és legmodernebb bevásárlóközpontja.[forrás?]

## Története
Az Első Magyar Kenderfonó Zrt. közel 135 éves múltra tekint vissza. Elődjét, a Szegedi Kendergyárat, Bakay Nándor alapította 1877-ben.  Közép-Európa legnagyobb kenderfeldolgozó üzemeként működött 2006-ig, amikor is új telephelyre költözött. 2006 decemberében röppent fel a hír, hogy a napfény városában Szegeden építteti az ECE cégcsoport Magyarország ötödik Árkád Üzletközpontját. 2007. októberében hirdették ki a komplexum külső homlokzatának kialakításával megbízott fővállalkozót aki a budapesti Szántó és Mikó Építészek Kft. volt. A bevásárlóközpont külsejével igazodik a hely szelleméhez, s őrzi a kendergyári múlt néhány homlokzati elemét is. Magát az üzletközpontot 2008. márciusában kezdték építeni, majd 2011. októberében adták át a vásárló közönségnek.

## Elhelyezkedés
Az Árkád Szeged a Londoni körút és a Bakay Nándor utca kereszteződésében helyezkedik el. Közúton több irányból is megközelíthető, tömegközlekedési szempontból kiemelkedően jó helyen fekszik. Az üzletközpont előtti körúton autóbusz, trolibusz, illetve az épület környezetében villamos is közlekedik.

## Szolgáltatások
Az Árkád Szeged 3 szintjén mintegy 110 üzlet található illetve egy 1350 férőhelyes mélygarázs is üzemel az épület alatt. A -1-es szinten szupermarket, sportáruház és további üzletek találhatók. A földszinten hazai és nemzetközi divatcégek képviseltetik magukat az emeleten egy 3000 négyzetméteres műszaki áruház mellett könyv- és cipőáruház és gasztronómiai különlegességeket értékesítő vendéglátóipari egységek vannak jelen.